# Jean-Michel Blaizeau
 (mars 2023).
Si vous disposez d'ouvrages ou d'articles de référence ou si vous connaissez des sites web de qualité traitant du thème abordé ici, merci de compléter l'article en donnant les références utiles à sa vérifiabilité et en les liant à la section « Notes et références ».
Jean-Michel Blaizeau est un historien et sociologue du sport français.

## Biographie
Diplômé en psychopédagogie, ancien vice-président du Stade rochelais chargé de la communication et des relations presse de 2005 à 2010, correspondant pour le journal L'Équipe de 2009 à 2013, cofondateur du salon du livre de La Rochelle qu'il a présidé de 2000 à 2014, Jean-Michel Blaizeau est consultant rugby pour NA Radio et rédacteur de la rubrique historique et événementielle du magazine "Le journal des propriétaires de l'île de Ré". Il est considéré comme « la mémoire du club » du Stade rochelais.

## Publications
- Les années glorieuses du sport rochelais - de 1930 à la Libération. volume 1, Collection la Mémoire sportive, juin 1996
- Cent ans de rugby au Stade Rochelais, Collection la Mémoire sportive, déc. 1998
- Le sport dans la ville, Coll. Espaces et Temps du Sport Éditions L'Harmattan, (ouvrage collectif), mai 1998
- Les Jeux défigurés - Berlin 1936, Éditions atlantica, juillet 2000, Prix Sport-Scriptum 2000, élu meilleur livre de sport de l’année 2000[3].
- Les coups d’éclat du sport rochelais - de la Libération à 1975. volume 2, Éditions Le nouvel R, Collection la Mémoire sportive, mai 2002
- L’engagement bénévole dans le sport : passion ou raison ?, DDJS 17, février 2004
- Contes à re-bourre et tenues de soirée au Stade Rochelais, Collection Les brèves d’après match, juin 2004
- De l’Imprimerie Rochelaise au nouvel R - Il était une fois l’histoire de demain, Éditions le nouvel R, nov. 2004
- Cent ans de sport à La Rochelle en 300 photos inédites, Collection la Mémoire sportive, juin 2005
- Élissalde de pères en fils  (préf. Denis Lalanne), éditions Le nouvel R, 2006.
- Stade Rochelais 1998-2008 - 10 ans dans l'ère professionnelle, Éditions Le nouvel R, juillet 2008
- Sous la mêlée, Editions Le nouvel R, juillet 2010
- Marathon de La Rochelle - 20 ans d'une aventure partagée, Éditions Le nouvel R, novembre 2010
- Le mouvement patronal en Charente-Maritime 1936-1958. Naissance et développement, Éd. Le nouvel R, décembre 2010
- 100 ans de rugby au SC Surgères, juin 2012
- Allez les gazelles, éditions Le nouvel R, 2012.
- Les Jeux défigurés - Berlin 1936, Éditions Les Indes savantes, novembre 2012 (réédition)
- La Rochelle, Rochefort et l'Aunis sous le Front populaire 1936-1938, Éditions Les Indes savantes, septembre 2014. Prix des Mouettes 2015
- Stade Rochelais, 115 ans d'histoire(s), Collection la Mémoire sportive, décembre 2014
- La Rochelle 1939-1945, Geste éditions, (ouvrage collectif), mars 2015
- Les demis font la paire, Collection la Mémoire sportive, décembre 2015
- Les internationaux du Stade Rochelais, Collection la Mémoire sportive, décembre 2016
- La fabuleuse épopée des Jaune et Noir - 2016-2017, Les Éditions de L'ARA, août 2017
- Stade Rochelais. Trous d'air et coups d'éclat - 2017-2018, Les Éditions de L'ARA, août 2018
- Stade Rochelais. Sur le chemin du Graal - 2018-2019, Éditions Deserson, août 2019
- Le Tour en Charente-Maritime. Une histoire d'hommes - 1903-2020, Éditions Deserson, juin 2020
- Stade Rochelais - ils ont touché le Graal, Les Éditions de L'ARA, octobre 2022
- Stade Rochelais 2023 - Un doublé pour l'éternité, Les Éditions de L'ARA, novembre 2023